# Deborah García Bello
Deborah García Bello (La Coruña, 1984) es una investigadora en ciencia de materiales, escritora y divulgadora científica española. Mantiene el blog de divulgación Deborahciencia.Es doctora en Química.

## Trayectoria
Se licenció en Química por la Universidad de La Coruña en la especialidad en ciencia y tecnología ambiental. En esta misma universidad se doctoró en Química en diciembre de 2023. El tema de su tesis doctoral es la ciencia de materiales y su relación con el arte moderno y contemporáneo, trabajo que realizó dentro del grupo de investigación en Reactividad química y fotorreactividad REACT de la Universidad de La Coruña. Actualmente es investigadora en ciencia de materiales en el Centro de Investigacións Científicas Avanzadas (CICA) de la Universidad de La Coruña.
En 2018 participó en el programa Girl STEM denunciando el machismo de las actividades destinadas a despertar vocaciones científicas.Desde 2018 trabaja como química en formación y transferencia científica para los laboratorios La Roche Posay y desde 2021 para los laboratorios de L'Oréal Paris, ambos del Grupo L'Oréal.
Ha sido profesora de cultura científica del Máster en Educación en Museos y Espacios Culturales de la Universidad Europea Miguel de Cervantes y del Máster en Cultura Científica de la Universidad Pública de Navarra y la Universidad del País Vasco.
Criticada por su defensa a favor de la gestión de la Junta de Galicia (PP) en asuntos como la Marea de Pellets o la implantación de la macrocelulosa de Altri en la comunidad.

### Divulgación
Comenzó a trabajar en divulgación científica en 2012 con la creación de un blog de divulgación llamado Dimetilsulfuro, actualmente bajo el nombre Deborahciencia.
Ha sido la comisaria de la gran exposición sobre ciencia y arte Galicia Futura 2021-2022. Dirige diversas jornadas de divulgación científica, como las de Arte & Ciencia en el Museo Guggenheim de Bilbao.
En Radio Galega tiene su propia sección de ciencias en los programas Efervesciencia y Galicia por diante. Tiene una sección semanal sobre ciencia y arte llamada Azul ultramar en La radio tiene ojos de Radio Nacional de España. Trabaja como química y divulgadora científica en Televisión Española en el programa Órbita Laika,y también  en La hora de La 1. En la Televisión de Galicia en Aquelando y Quen anda aí?. Y en Más vale tarde en La Sexta; en esta misma emisora mantiene la columna semanal Ciencia aparte.

## Obra
García Bello, Deborah (2023). La química de lo bello. Paidós. ISBN 978-84-493-4059-8.
García Bello, Deborah (2020). No tocar. Ciencia contra la desinformación en la pandemia de COVID-19. Paidós. ISBN 9788449337390.
García Bello, Deborah (2018). ¡Que se le van las vitaminas!. Mitos y secretos que solo la ciencia puede resolver. Paidós.
García Bello, Deborah (2016). Todo es cuestión de química. Barcelona: Paidós. p. 280. ISBN 978-84-493-3188-6.
García Bello, Deborah (2003). Megalomanía. Madrid: Vitruvio. p. 132. ISBN 84-89795-84-3.

## Premios
- Premio Prisma de Divulgación 2017 al Mejor libro editado, por “Todo es cuestión de química”.[10]
- Premio Tesla de Divulgación Científica 2016.[11]
- Premio Bitácoras 2014 como mejor blog de Ciencia en España.[12]

- Premio de periodismo científico ANEABE 2021 por la divulgación acerca de los plásticos[13]

- Premio ClosinGap 2022 a la trayectoria profesional vinculada a la innovación en la igualdad de oportunidades[14]

- Seleccionada por Forbes como una de las personas más influyentes en la comunicación científica[15]

- Premio 10 Top Voices de Salud de LinkedIn[16]